# 土方義苗
土方 義苗（ひじかた よしたね）は、伊勢菰野藩の第9代藩主。

## 生涯
安永7年（1778年）5月7日、第6代藩主・土方雄端の三男・木下俊直の次男として、江戸愛宕下の菰野藩上屋敷で生まれる。父が豊後日出藩木下氏分家の5000石の旗本家の養子になるとそれに従う。天明2年（1782年）12月19日、菰野藩で第8代藩主・雄貞（権勢を誇った田沼意次の子であり、土方家の養子）の死去により、その末期養子として家督を継いだ。ただし幼少のため、藩政は隠居していた第7代藩主で伯父の雄年によって執り行なわれた。田沼家との血縁は、義苗の室に田沼意知の養女（意次の甥田沼意致の女）を迎えることで維持された。寛政8年（1796年）8月15日、将軍徳川家斉に拝謁する。同年12月19日、従五位下・大和守に叙任する。
寛政7年（1795年）、雄年が死去すると、藩政を主導する。雄年が生前に派手な生活を送って借金が重なり、藩財政が破綻寸前となっていたため、義苗はまず財政改革に乗り出した。「臨時準備積立法」を制定して年間225俵の米を1割2分の利子で13年間に1500両も積み立てた。さらに質素倹約や経費節減、灌漑工事、産業開発などを積極的に行なった。特に倹約は厳しく取り締まり、その結果12年間で9800両の借金を1400両にまで削減したと言われている。こうした一連の緊縮財政政策により、財政再建は成功した。
さらに民政においては、減税政策や目安箱設置による優秀な意見の採用を行ない、教育面では学問を奨励して、後の藩校・修文館の前身となる私塾・麗沢書院の設立を行なって人材の育成に努めた。
天保6年（1835年）1月、長男の雄興に家督を譲って隠居する。しかしその雄興が天保9年（1838年）に早世すると、孫の雄嘉に家督を継がせて、自らは藩政の実権を弘化2年（1845年）6月28日に死去するまで握り続けた。享年68。
菰野藩中興の名君と言われている。

## 系譜
父母
- 木下俊直（実父）
- 土方雄貞（養父）

正室
- 田沼意致の娘 ー 田沼意知の養女

子女
- 土方雄興（長男）生母は正室
- 木下俊国（次男）豊後立石領9代領主・木下俊芳の養嗣子（婿）となり、立石領を継承。
- 土方義方（三男）
- 土方義行（四男）
- 折井義孝（五男）
- 松田義保（六男）
- 中根正昭室
- 興津忠本の養女
- 榊原正邦室
- 土方光良室

## 註
1. ↑  山田忠雄「田沼意次の政権独占をめぐって」1972年4月（『史学44(3)』慶應義塾大学）